# Hiša terorja
Hiša terorja (madžarsko Terror Háza Múzeum) je muzej na aveniji Andrássy út 60 v Budimpešti na Madžarskem. Vsebuje eksponate, povezane s fašističnimi in komunističnimi režimi na Madžarskem 20. stoletja in je tudi spomenik žrtvam teh režimov, vključno s tistimi, ki so bili pridržani, zasliševani, mučeni ali ubiti v stavbi.
Muzej je bil odprt 24. februarja 2002, njegova generalna direktorica pa je bila Mária Schmidt.
Hiša terorja je organizacija članica Platforme evropskega spomina in vesti. Obiskovalci, med njimi Zbigniew Brzezinski, Francis Fukuyama in Hayden White, so pohvalili institucijo.

## Stavba
Stavbo sta prej uporabljali Arrow Cross Party in ÁVH.
Muzej je bil ustanovljen pod vlado Viktorja Orbána. Decembra 2000 ga je kupila Javna fundacija za raziskovanje srednje in vzhodnoevropske zgodovine in družbe z namenom ustanovitve muzeja v spomin na fašiste in komunistična obdobja madžarske zgodovine.
V celoletnem obdobju gradnje je bil objekt v celoti prenovljen znotraj in zunaj. Notranja ureditev, končna podoba muzejske razstavne dvorane in zunanja fasada so delo arhitekta Attile F. Kovácsa. Načrte za prenovo muzeja sta oblikovala arhitekta János Sándor in Kálmán Újszászy. Z rekonstrukcijo je zunanjost stavbe spremenila v nekakšen spomenik: črna zunanja struktura (sestavljena iz okrasne entablature, rezilnih sten in granitne pešpoti) predstavlja okvir za muzej, zaradi česar izstopa v ostrem kontrastu z druge stavbe na aveniji Andrássy út. Znotraj stavbe je v muzeju na ogled tank T-54.

## Stalna razstava
Stalna razstava muzeja vsebuje gradivo, povezano z odnosom naroda do nacistične Nemčije in Sovjetske zveze. Vsebuje tudi eksponate, povezane z madžarskimi organizacijami, kot sta fašistična stranka Puščični križ in komunistična ÁVH (podobna sovjetskemu KGB). Del razstave obiskovalce popelje v klet, kjer si lahko ogleda primere celic, ki jih je ÁVH uporabljal za mučenje zapornikov.
Večina informacij in eksponatov je v madžarščini, čeprav ima vsaka soba obsežen informacijski list v angleščini in madžarščini. Na voljo so tudi zvočni vodniki v angleškem, nemškem, španskem, ruskem in italijanskem jeziku.
Glasbeno podlago za razstavo je zložil nekdanji frontman in producent skupine Bonanza Banzai Ákos Kovács. Partitura vključuje delo godalnega orkestra, posebne stereofonične mikse in zvočne efekte.

## Polemika
Nekateri zgodovinarji, novinarji in politologi, kot sta Magdalena Marsovszky ali Ilse Huber, so trdili, da muzej pretirano prikazuje Madžarsko kot žrtev tujih okupatorjev in ne priznava dovolj prispevka, ki so ga Madžari sami dali zadevnim režimom. Izražene so bile tudi kritike, da je veliko več prostora namenjenega terorju komunističnega režima kot fašističnega. Eden od odgovorov na te kritike je bil, da medtem ko sta nemška okupacija in fašistični režim Ferenca Szálasija trajala manj kot eno leto, madžarsko komunistično obdobje je trajalo štirideset let. Muzealci so tudi opozorili kritike, da ima madžarski holokavst svoj muzej.